# Ghat Assi

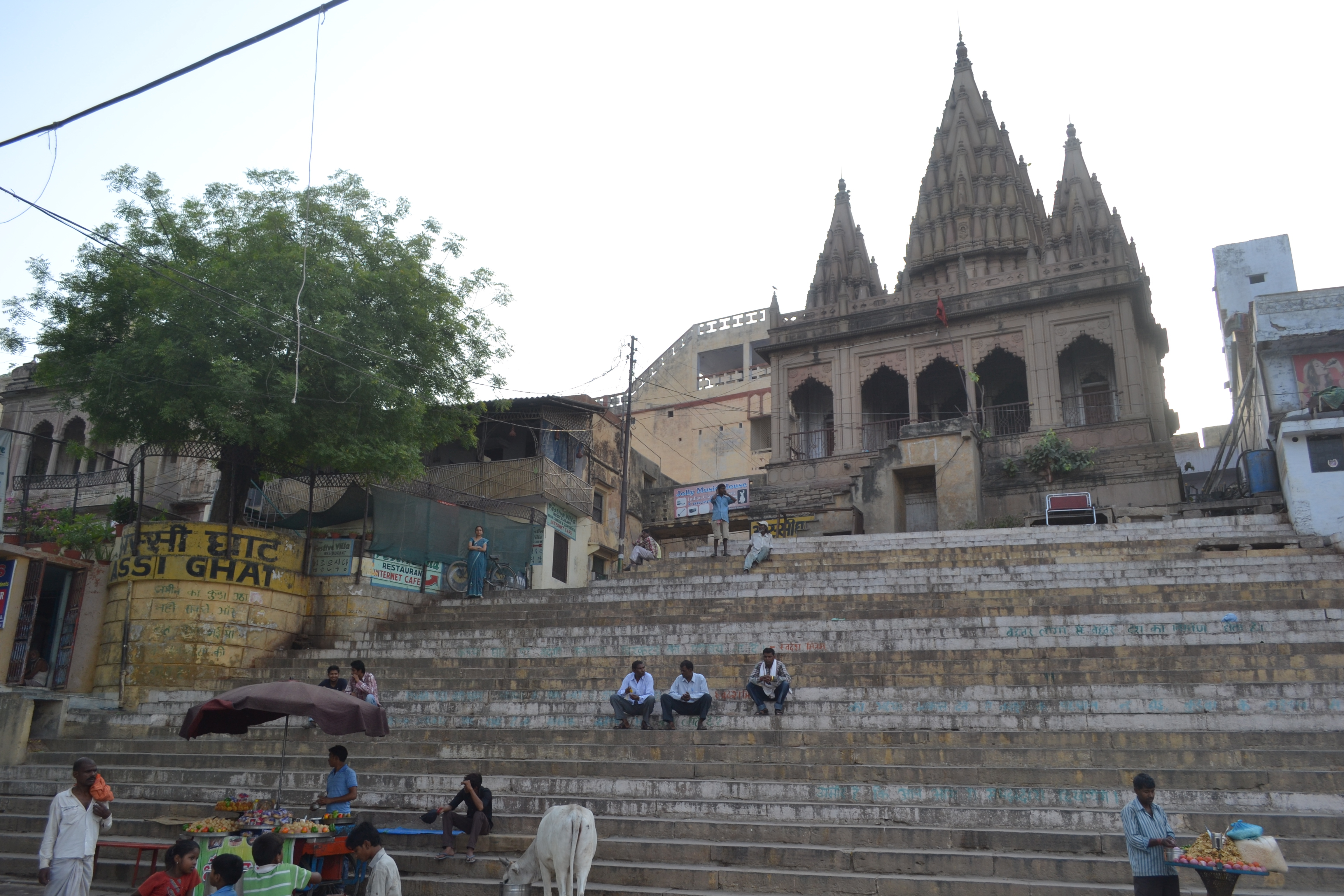
Ghat Assi

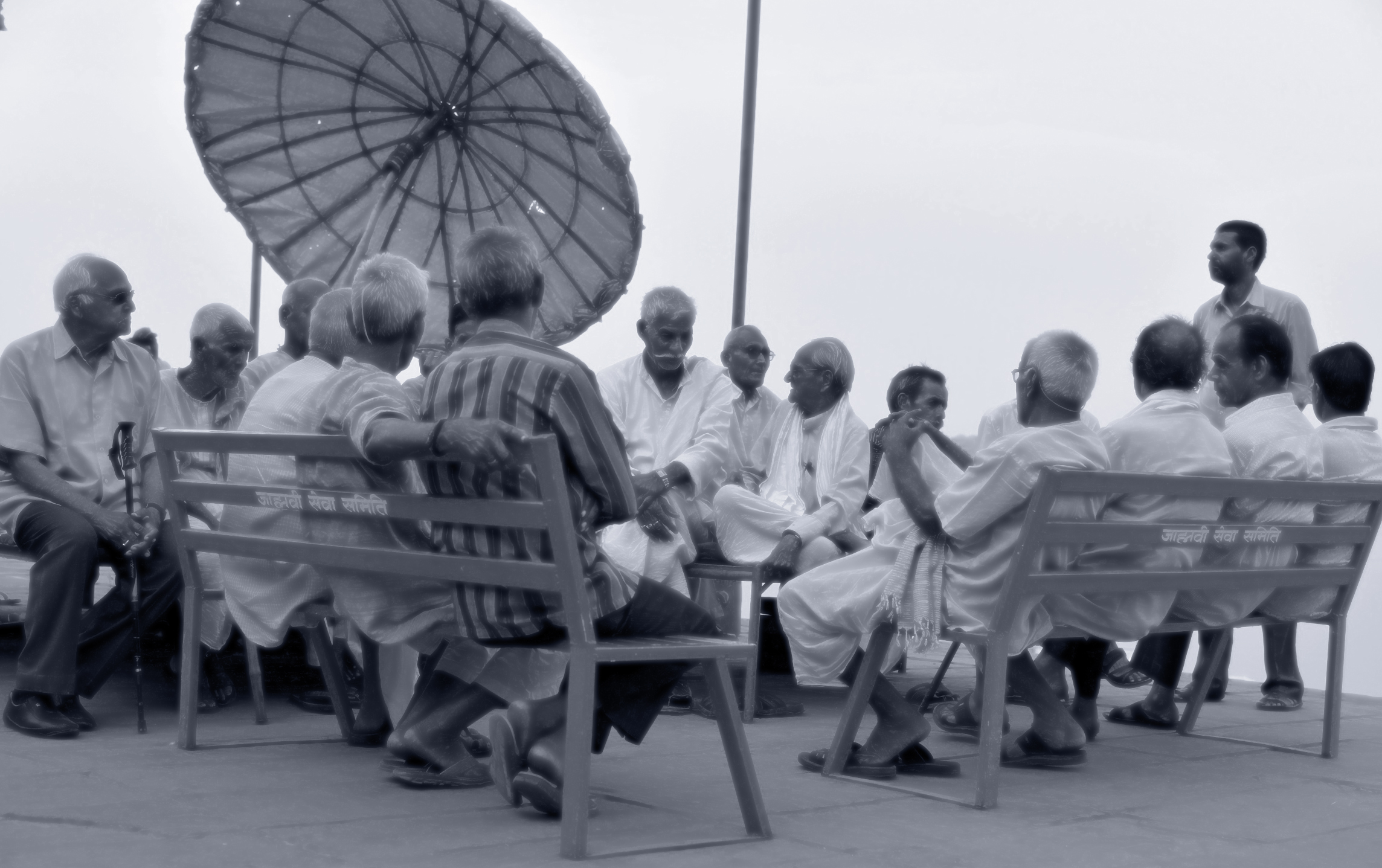
Un grupo de hombres charlan al atardecer en el Ghat Assi

Ghat Assi el primer sitio sagrado de Benarés para los peregrinos que acuden a esta ciudad santa para los hinduistas y donde deben realizar un baño ritual. Este ghat es donde las aguas del rio Assi se unen a las del Ganges. Según la mitología, la diosa Durga, consorte de Shiva, arrojó su espada al río Assi, después de matar al demonio Shumbha-Nishumbha. El ghat Assi se describe en el Kashi Khand como «Assi Saimbeda Tirtha», que significa que el que se sumerge aquí una vez en su vida obtendrá bendiciones de todos los tirthas, lugares religiosos de los hindúes.
Generalmente los peregrinos hindúes se reúnen para darse un baño sagrado durante el mes Chaitra, marzo/abril, y el mes Magh, enero/febrero, así como en otros eventos significativos como los eclipses solares y lunares, Probodhoni Ekadashi y Makar Sankranti. En este Ghat, hay un gran lingam situado debajo del árbol de Peepal donde los peregrinos ofrecen Jal y adoración después de bañarse en las aguas del Ganges. Otro lingam, el Asisangameshwar, se encuentra en un pequeño templo del mármol cercano al ghat. El ghat también ha sido descrito en las antiguas literaturas hindúes como el Matsya purana, Kurma purana, Padma Purana, Agni purana y Kashi khanda.

## Los cinco principales ghats de Benarés
Según las fuentes puránicas, hay cinco ghats clave en la orilla del río, importantes por su asociación mitológica o histórica con la ciudad santa de Kashi. Los peregrinos deben detenerse y purificarse en cada uno de ellos:
1. Ghat Assi
2. Ghat Dashashwamedh
3. Ghat Manikarnika
4. Ghat Panchganga
5. Ghat Adi Keshav